# 1948年政府及司法程序條例
《1948年政府及司法程序條例》是以色列國首部法例，為該國基本法之一，由臨時國是會議於1948年5月19日制定。

## 歷史背景
在以色列建國之前，巴勒斯坦地區（以色列地）由英國託管，稱為巴勒斯坦託管地。
1948年4月29日，鑑於託管期將於1948年5月15日凌晨零時結束，英國國會通過《1948年巴勒斯坦法令》。根據該法令，在託管期制定的法例將不再適用於該地區。而該地區猶太領導層認為，沒有法律及司法體系，國家就不可能存在，這些體系亦不可能一夜之間憑空建立。故此，他們決定採取應對措施。
1948年5月14日，猶太領導層在宣讀《以色列獨立宣言》後，發佈《臨時國是會議文告》，確立了三項安排：臨時國是會議暫為該國立法機構；託管地法例條文繼續有效；《1939年白皮書》中歧視猶太人的法例條文追溯取消，如同從未存在過。
1948年5月19日，臨時國是會議頒佈建國後首部法例——《1948年政府及司法程序條例》。該法保留了英國託管時期制定的主要法例，並確定了新國家的基本憲制安排。 該法可追溯適用至1948年5月15日凌晨零時，即英國託管終止之時。